# Miss Universe 1930 (Galveston)

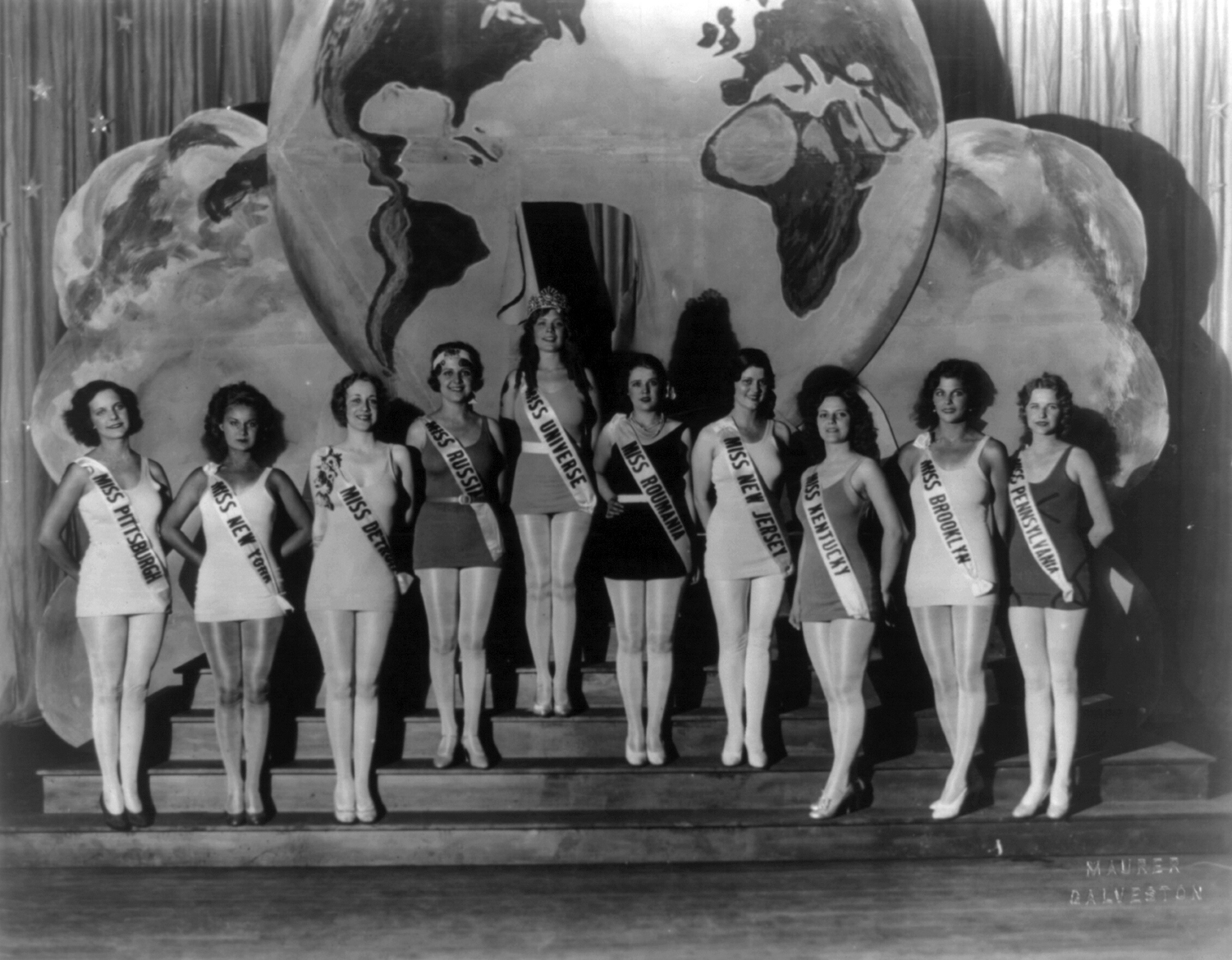
Die Platzierten bei der Miss Universe 1930.

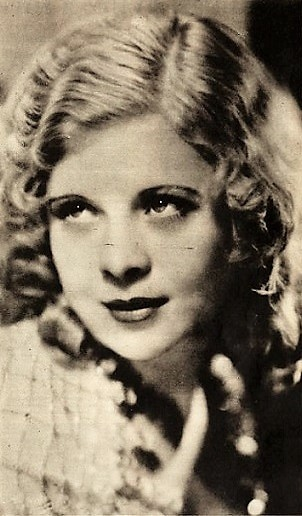
Dorothy Dell, Miss New Orleans und Miss Universe 1930.

Der Schönheitswettbewerb um die Miss Universe 1930 fand unter dem Namen Fifth International Pageant of Pulchritude and Eleventh Annual Bathing Girl Revue vom 2. Bis 6. August 1930 in Galveston statt. Etwa 150.000 Zuschauer sollen sich jährlich die Badeanzug-Parade auf dem Galveston Boulevard angesehen haben.
Es gab 39 Bewerberinnen (32 aus den  Vereinigten Staaten und 7 Ausländerinnen). Am 5. August gewannen die ersten zehn Platzierten Geldpreise und die Siegerin zusätzlich den Titel Miss Universe.

## Platzierungen
| Platz | Kandidatin         | Kandidatin                            |
| ----- | ------------------ | ------------------------------------- |
| 01.   | Miss USA           | Dorothy Dell Goff ( Miss New Orleans) |
| 02.   | Miss New Jersey    | Helen Hannan                          |
| 03.   | Miss Rumänien      | Mariana Mirică                        |
| 04.   | Miss Russland      | Nadia De Kozurin                      |
| 05.   | Miss Kentucky      | Iola Sibbrell                         |
| 06.   | Miss Detroit       | Greta Stockhold                       |
| 07.   | Miss New York City | Lorna Rodionoff                       |
| 08.   | Miss Pennsylvania  | Pauline Scott                         |
| 09.   | Miss Brooklyn      | Elsie Rossi                           |
| 10.   | Miss Pittsburgh    | Ruth Yoss                             |

## Vollständige Teilnehmerliste
| Ausländische Kandidatinnen (Bei Namen in kursiver Schrift ist die Schreibweise zweifelhaft) - Miss Deutschland – Carla Bohl - Miss Frankreich – Madeleine Mourgues - Miss Rumänien-Nord – Mariana Mirică - Miss Rumänien-Süd – Liliana M. Andreescu - Miss Russland – Nadia De Kozurin [de Kosarine] - Miss Türkei – Feriha Tevfik - Miss Ungarn – Gjorgyko Gero [Giorszegy] | USA, Staaten oder Regionen - Miss Alabama – Billie Bennington - Miss Indiana – Lorraine Woods - Miss Iowa – Margaret Samuelson - Miss Kansas – Barbara Findlay - Miss Kentucky – Iola Sibbrell - Miss Minnesota – Lillian Narkle - Miss New Jersey – Helen Hannan - Miss Ohio – Elizabeth Gregg - Miss Oregon – Lillian Willworth - Miss Pennsylvania – Pauline Scott - Miss South Dakota – Ruth Brooks - Miss Tennessee – Hazel Tomlin - Miss Upper New York – Patricia Lee | USA, Städte - Miss Abernathy – Justine Law - Miss Brooklyn – Elsie Rossi - Miss Chicago – Bernice Decker - Miss Cleveland – Dorothy Lewis - Miss Dallas – Margaret Leblanc - Miss Detroit – Greta Stockhold - Miss Fort Stockton – Velma Evelyn James - Miss Fort Worth – Sybil Levy - Miss Houston – Lena Mae Lane - Miss Louisville – Cleo Elizabeth Snyder - Miss Lubbock – Frances Gunn - Miss New Orleans – Dorothy Dell Goff - Miss New York City – Lorna Rodionoff - Miss Philadelphia – Vera Waters - Miss Pittsburgh – Ruth Yoss - Miss Plains – Thelma Arnold - Miss San Antonio – Florida Edwards - Miss Sioux City – Juanita Hansel - Miss St. Louis – Fern Auen |